# Gobliiins 4
Gobliiins 4 est un jeu vidéo d'aventure en pointer-et-cliquer développé et édité par Société Pollene, sorti en 2009 sur Windows.

## Accueil
- Adventure Gamers : 4/5[1]
- Jeuxvideo.com : 14/20[2]